# Steve Bales
Steve Bales é um engenheiro de sistemas e ex-controlador de vôo da NASA. Ele é mais conhecido pelo seu papel decisivo durante a missão que levou o primeiro homem à Lua, a Apollo 11, sendo o responsável pela criação do software utilizado na descida do módulo lunar e a interpretação correta de seus dados em terra.